# 찰스 사이퍼스
찰스 사이퍼스(Charles Cyphers, 1939년 7월 28일~2024년 8월 5일)는 미국의 배우이다.

## 출연 작품
- 크리티컬 매스(영어판)(2000년)
- 일급 살인(1995년)
- 원초적 무기(1993년)
- 스케이트보드(영어판)(1989년)
- 메이저 리그(1989년) - 찰리 도노반 역
- 미녀 갱단 빅 배드 마마 2(1987년)
- 고독한 방랑자(1982년)
- 남자의 진실(1982년)
- 에스케이프 프롬 뉴욕(1981년)
- 데스 위시 2(1981년)
- 할로윈 2 - 저주받은 병실(1981년) - 리 브랙켓 보안관 역
- 안개(1980년) - 댄 오배넌 역
- 엘비스(영어판)(1979년)
- 포스 오브 원(1979, A Force of One)
- 욕망의 불꽃(영어판)(1978년)
- 귀향(1978년)
- 할로윈(1978년)
- 우리 마을(1977년)
- 맥아더(1977년)
- 불타는 도시(1976년)
- 분노의 13번가(1976년)

### 텔레비전
- 달라스(1978년)
- 해저드 마을의 듀크 가족(1979년)
- 6백만 달러의 사나이 - TV 시리즈(1974년)
- 명탐정 바나비 존즈(1973년)